# Oligotrophus brevipalpis
Oligotrophus brevipalpis är en tvåvingeart som först beskrevs av Roskam 1977.  Oligotrophus brevipalpis ingår i släktet Oligotrophus och familjen gallmyggor. Inga underarter finns listade i Catalogue of Life.